# Alberto Errera (Offizier)

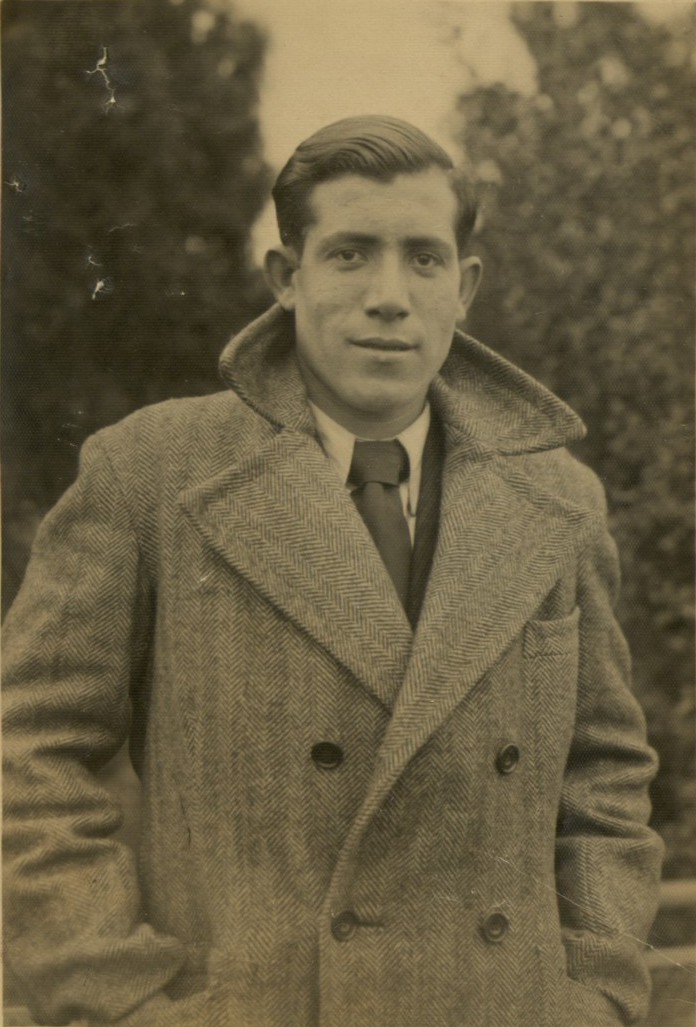
Alberto Errera

Alberto Errera (griechisch Αλβέρτος Ερρέρα, geboren am 15. Januar 1913 im Präfektur Larisa, Griechenland; gestorben im August/September 1944 im Konzentrationslager Auschwitz-Birkenau) war ein griechischer Marineoffizier jüdischer Herkunft. Er gilt als derjenige, der heimlich die Fotografien des Sonderkommandos anfertigte – die einzige authentische Bilddokumentation des Holocaust im KZ Auschwitz-Birkenau.

## Leben

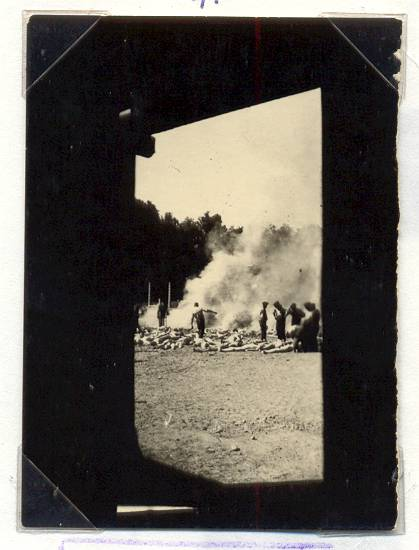
Leichenverbrennung durch das Sonderkommando KZ Auschwitz-Birkenau, fotografiert von Alberto Errera, August 1944

Alberto Errera nahm nach der Besetzung Griechenlands zur Tarnung den christlichen Namen Alex (Alekos) Michaelides an. Er wurde von Deutschen im März 1944 in Larisa zusammen mit 225 griechischen Juden gefangen genommen und in das KZ Auschwitz-Birkenau deportiert, wo er am 11. April 1944 ankam. Dort wurde er zur Arbeit im Häftlings-Sonderkommando an den Krematorien gezwungen. Er soll an der Vorbereitung eines Häftlingsaufstandes beteiligt gewesen sein.
Ihm wird die Autorenschaft der vier heimlich aufgenommenen Fotografien vom Hof des Krematoriums V (englisch Sonderkommando photographs, vgl. „Bilder trotz allem“) zugeschrieben, die aus dem Lager herausgeschmuggelt wurden. Deren Autorschaft war lange unbekannt geblieben und wurde relativ unbestimmt einem Griechen namens Alex zugeordnet.
Errera soll bei einem Fluchtversuch ermordet worden sein, beim Versuch, die Soła zu durchschwimmen, sei er infolge einer Schussverletzung verblutet.
Die vier Fotografien sind der Ausgangspunkt von Gerhard Richters vierteiligem Zyklus Birkenau, der in einer fotografischen Version sowohl im deutschen Reichstag als auch auf dem Gelände der Internationalen Jugendbegegnungsstätte in der polnischen Stadt Oswiecim (Auschwitz) gezeigt wird. Die Originale von Richter sind seit dem 31. März 2023 in den Räumen der Neuen Nationalgalerie im Rahmen der Ausstellung Gerhard Richter. 100 Werke für Berlin ausgestellt und werden als Dauerleihgabe in Berlin bleiben. Mit der Fertigstellung des neuen Museums direkt daneben werden sie dort zu sehen sein.